# 新裂瓜
新裂瓜（学名：Schizopepon bicirrhosa）为葫芦科裂瓜属下的一个种。

## 扩展阅读
- 維基物種上的相關：新裂瓜